# Серба Олександр Володимирович
Олександр Володимирович Серба — старший солдат Збройних сил України, учасник російсько-української війни, що відзначився під час російського вторгнення в Україну в 2022 році.

## Життєпис
Олександр Серба народився 1983 року. З 2015 року брав участь у бойових діях у зоні проведення антитерористичної операції на сході України. Потім підписав контракт із ЗСУ та ніс військову службу в АТО на сході України, а потім звільнився. З 2019 року поновився на військовій службі. З початком повномасштабного російського вторгнення в Україну був мобілізований та перебував на передовій: у складі підрозділу мінометної батареї захищав українські кордони від нападу російських військ на території Сумської області.

## Нагороди
- орден «За мужність» III ступеня (2022) — за особисту мужність і самовіддані дії, виявлені у захисті державного суверенітету та територіальної цілісності України, вірність військовій присязі[2].